# Parthenstraße (Leipzig)
Die Parthenstraße ist eine Hauptstraße in der Leipziger Nordvorstadt im Ortsteil Zentrum-Nord. Sie ist benannt nach der Parthe, einem Fluss, der östlich von Bad Lausick entspringt und in Leipzig in die Weiße Elster mündet.

## Verlauf
Die Parthenstraße führt in westlicher Richtung mit einer leichten Biegung vom Beginn der Eutritzscher Straße zur Pfaffendorfer Straße nördlich entlang der Parthe, die hier in einem Flutgraben mit senkrechten Stützmauern mit einem Geländer verläuft. Diese Mauern stehen unter Denkmalschutz.
Von der Eutritzscher Straße bis zur Nordstraße ist die Parthenstraße Teil des den innerstädtischen Verkehr entlastenden Leipziger Tangentenvierecks, das als abbiegende Hauptstraße nach der Nordstraßen-Brücke über die Uferstraße weiter verläuft. Die Löhrstraße wird nur als Fußgängerbrücke über die Parthe geführt. Von der Löhrstraße an dient die Parthenstraße nur als Zufahrt zum Parkhaus am Zoo und als Busparkplatz; Ausfahrt zur und Einfahrt von der Pfaffendorfer Straße sind nicht erlaubt.

## Geschichte

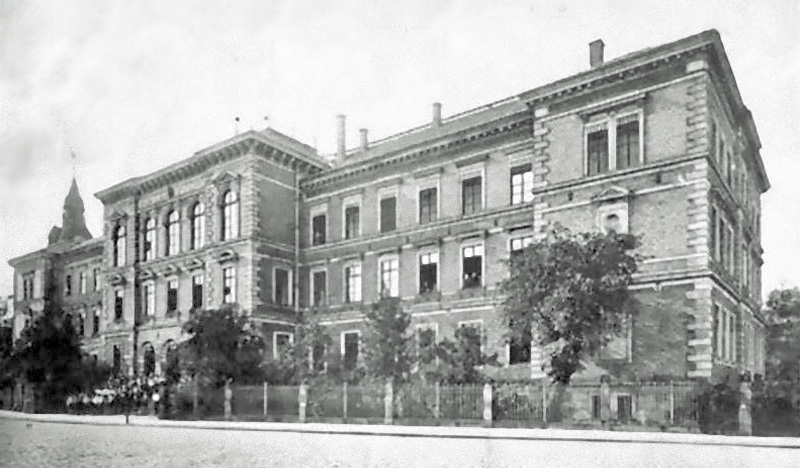
König-Albert-Gymnasium (1912), links der Turm der Kongreßhalle

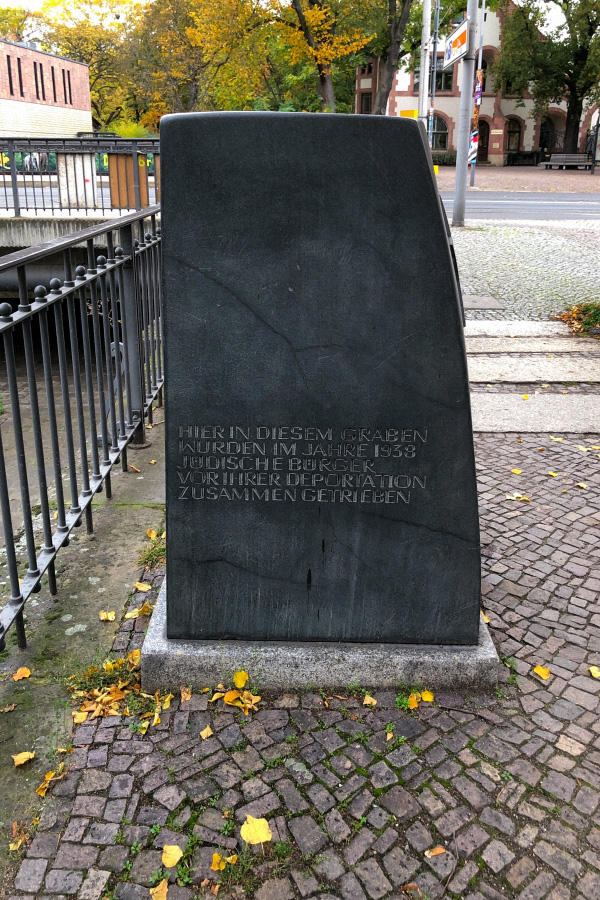
Denkmal zur Deportation Leipziger Juden (2020)

Bereits auf einer Karte von 1749 gibt es einen Weg vom Gerbertor über die Wiesen nördlich der Parthe nach Pfaffendorf. Noch 1871 verlief hier, nur näher an der Parthe, eine unbebaute Straße, die aber 1884 eine volle Bebauung aufwies. Am westlichen Ende stand das Königliche Gymnasium (ab 1900 König-Albert-Gymnasium), gefolgt von zwei Schulen mit den Giebeln zur Straße, der 4. Bezirks-Schule und einer Realschule. Zwischen Nord- und Eutritzscher Straße standen vier Mietshäuser. 1872 waren die Stützmauern des Parthegrabens errichtet worden
Im Zweiten Weltkrieg wurde die gesamte Bebauung zerstört. Während der DDR-Zeit entstand zwischen Eutritzscher und Nordstraße ein fünfgeschossiger Wohnblock mit vier Eingängen und an der Nordstraße mit dem Giebel zur Parthenstraße  ein Elfgeschosser (heute Residenz am Zoo). 1988 wurde nahe der Pfaffendorfer Brücke ein unter Denkmalschutz stehender Gedenkstein zur Erinnerung an die 1938 stattgefundene Deportation jüdischer Bürger aus Leipzig aufgestellt. 2004 wurde auf dem Gelände des ehemaligen Gymnasiums das Parkhaus am Zoo errichtet. 2020/2021 erfolgte eine Ertüchtigung der Stützmauern des Parthegrabens zwischen Nord- und Löhrstraße.